# JBother
JBother was een open source chatprogramma dat het XMPP-protocol voor instant messaging gebruikt. De client was geschreven in Java (1.4.x) en draaide onder Linux, BSD, Solaris, Mac OS X en Windows.

## Mogelijkheden
- Geluidsnotificaties
- Chatruimtes in verschillende tabbladen
- Skins
- Plug-ins
- Ondersteuning voor Jisp-pictogrammen